# Circuito Brasileiro de Voleibol de Praia Masculino - Challenger de 2014
O Circuito Brasileiro de Voleibol de Praia - Challenger de 2014, também chamado de Circuito Banco do Brasil de Vôlei de Praia Challenger, foi a terceira edição da competição nacional de Vôlei de Praia Challenger na variante masculina, iniciado em 24 de abril de 2014.

## Resultados

### Circuito Challenger
| Evento                                                               | Ouro                                  | Prata                           | Bronze                           | Quarto lugar                   |
| 1ª Etapa Bauru, São Paulo 24 a 27 de abril de 2014.                  | /Fernandão Oscar Brandão              | Fábio Guerra Luciano de Paula   | /Benjamin Insfran Gilmário Vidal | /Léo Gomes Ícaro Grigório      |
| 2ª Etapa Ribeirão Preto, São Paulo 29 de maio a 1 de junho de 2014.  | /Lipe Rodrigues Beto Pitta            | /Bernardo Lima Ramon Gomes      | /Luccas Lima Miguel Ortigosa     | /Benjamin Insfran Daniel Souza |
| 3ª Etapa Rondonópolis, Mato Grosso 24 a 27 de julho de 2014.         | /Léo Gomes Gilmário Vidal             | /Bernardo Lima Ramon Gomes      | /Fernandão Oscar Brandão         | /Benjamin Insfran Daniel Souza |
| 4ª Etapa Campo Grande, Mato Grosso do Sul 14 a 17 de agosto de 2014. | /Gustavo Carvalhaes Allison Francioni | /Hevaldo Moreira Bruno de Paula | Léo Gomes Bernat de Souza        | /Lipe Rodrigues Anderson Melo  |